# Венета Рангелова
Венета Рангелова е българска поп певица.

## Биография
Рангелова е родена в Пловдив на 10 март 1960 г. Завършва Естрадния отдел в Музикалната академия в класа на Георги Кордов през 1981 г. Дебютира като солистка на Естрадния оркестър към Профсъюзния дом на културата „Стефан Кираджиев“ в Пловдив с диригент Стефан Пехливанов. Започва професионалната си кариера през 1979 г., като част от вокалната група „Стил“, с която работи до 1984 г. и участва на фестивалите „Златният Орфей“ и „Бургас и морето“. Заедно с Атанас Атанасов, Александър Александров и Виолета Гюлмезова изнася първите си концерти и участва на фестивалите „Златният Орфей“ и „Бургас и морето“, както и в многобройни турнета в Западна Европа и Африка, включително в шоуто на Леа Иванова. Първата си самостоятелна песен записва през 1984 г. – „Обещай ми светло минало“ (м. Мария Ганева). От тази година започва самостоятелната ѝ кариера, като работи с професионален менажер Панайот Марков – Чочо. Благодарение на него и на композиторката Мария Ганева певицата бързо добива популярност със своите диско–хитове и баладични песни. През 1986 г. представя песента „Прощавай, мамо“ (м. Стефан Димитров) на финалния кръг на телевизионния конкурс „Мелодия на годината“, „Хей, Робинзон“ (м. Стефан Димитров) през 1988 г., а „Хей, момче, не питай“ (м. Борис Чакъров) печели І награда на радиоконкурса „Пролет“ през 1992 г. През следващите години записва отделни проекти и участва в сборни концерти из страната. Концертирала е в Чехия, Полша, Германия, Швеция, Новрегия, Румъния, Мозамбик, Танзания, Етиопия, Монголия. В началото на 2009 г. Венета Рангелова събира най-големите си хитове в албума „The best“ от поредицата „Златна класика“ и започва записи на песни за нов албум с работно заглавие „Утре“.
За нея пишат песни композитори като: Зорница Попова, Мария Ганева, Стефан Димитров, Иван Пеев, Митко Щерев, Александър Йосифов, Вили Казасян и много други.

## Дискография

### Малки плочи
- 1984 – „Венета Рангелова“ (SP, Балкантон – ВТК 3815)[1][2]

### Дългосвирещи плочи
- 1986 – „Венета Рангелова“ (Балкантон – ВТА 11939)[1][3]
- 1988 – „Венета Рангелова“ (Балкантон – ВТА 12335)[1][4]

### Аудиокасети
- 1992 – „The best (1984 – 1992)“ (Балкантон – ВТМС 7593)[1][5]
- 1999 – „За тебе“ (Бофиров мюзик – A001296)[1]

### Компактдискове
- 2002 – „Татко мой“ (Венета Рангелова)[1]
- 2009 – „The best“ (BG Music company)[1]

### Други песни
- 1985 – „Гледай напред“ – м. и ар. Кристиян Бояджиев, т. Александър Петров – от плочата „Естрадна мозайка 4“
- 1985 – „Още“ – б. т. Живко Колев – от плочата „Диско спектър 3“
- 1986 – „Провинциална песен“ – м. Атанас Косев, т. Петър Караангов, ар. Димитър Бояджиев – от плочата „Песни за южния град 2“
- 1988 – „Лисица“ – м. и ар. Асен Драгнев и Румен Бояджиев, т. Живко Колев – от плочата „21 забавни детски песни за животните“
- 1988 – „Мажоретки“ – с Румяна Коцева и Трифон Трифонов – м. и ар. Владимир Джамбазов, т. Димитър Керелезов – от плочата „Коледари 2“
- 1993 – „Обич-блян“ – в сборна формация – м. Деян Неделчев, т. Венета Балева, ар. Борис Чакъров – от фестивала „Златният Орфей“
- 2008 – „С дъх ще те стопля“ – дует с Деян Неделчев – м. и ар. Красимир Гюлмезов, т. Венета Рангелова – от албума на Деян Неделчев „Nessun dorma“
- „Аз избирам мъжете“ – м. и ар. Асен Драгнев, т. Живко Колев
- „Аз съм твоето лошо момиче“ – м. Зорница Попова, т. Йордан Янков, ар. Иван Платов
- „Не мога без теб“ – б. т. Живко Колев
- „Не си отивай любов“ – м. Зорница Попова, т. Йордан Янков, ар. Иван Платов
- „Поема“ – м. и ар. Юри Ступел, т. Калин Донков
- „Приказка“ – м. Димитър Ковачев, т. Живко Колев, ар. Иван Лечев
- „Търся една любов“ – м. Димитър Ковачев, т. Живко Колев, ар. Иван Лечев
- „Звезда“ – в сборна формация – м. Пенко Станчев, т. Емилия Боянов, ар. Борис Чакъров
- „Преходно време“ – в сборна формация – м. и ар. Кристиян Бояджиев, т. Георги Константинов
- „Рождество“ – с Бойко Неделчев, Анджелин и Пенко Станчев – м. Пенко Станчев, т. Александър Петров, ар. Борис Чакъров[1]

## Личен живот
Омъжена е за певеца Бойко Неделчев, откогото има син Анджелин (р. 1994), но понастоящем живее сама със сина си. Албума „За тебе“ певицата посвещава на сина си.